# Shinya Aoki
Shinya "Tobikan Judan" Aoki (em japonês:  青木真也) (Shizuoka, 9 de maio de 1983) é um lutador japonês de MMA e ex-policial. Aoki foi campeão peso leve do World Alliance of Mixed Martial Arts (WAMMA), do DREAM, campeão médio do Shooto. e é o atual campeão peso leve do One Championship. É considerado um dos melhores pesos leves de todos os tempos com vitórias notáveis sobre Joachim Hansen, Eddie Alvarez, Caol Uno, Kazushi Sakuraba, Kamal Shalorus, Rob McCullough, Tatsuya Kawajiri, Gesias Cavalcante e George Sotiropoulos.

## Cartel no MMA
| Res.    | Cartel   | Oponente            | Método                                            | Evento                                      | Data       | Round | Tempo | Local                 | Notas                                                              |
| ------- | -------- | ------------------- | ------------------------------------------------- | ------------------------------------------- | ---------- | ----- | ----- | --------------------- | ------------------------------------------------------------------ |
| Vitória | 43–8 (1) | Eduard Folayang     | Finalização (triângulo de mão)                    | ONE Championship: A New Era                 | 31/03/2019 | 1     | 2:34  | Tóquio                | Ganhou o Cinturão Peso-Leve do ONE Championship                    |
| Vitória | 42–8 (1) | Ev Ting             | Finalização (triângulo de mão)                    | ONE Championship: Kingdom of Heroes         | 06/10/2018 | 1     | 0:57  | Bangkok               |                                                                    |
| Vitória | 41–8 (1) | Shannon Wiratchai   | Nocaute Técnico (socos e cotoveladas)             | ONE Championship: Reign Of Kings            | 27/07/2018 | 1     | 2:16  | Manila                |                                                                    |
| Vitória | 40–8 (1) | Rasul Yakhyaev      | Finalização (triângulo)                           | ONE Championship 73: Unstoppable Dreams     | 18/05/2018 | 1     | 3:15  | Kallang               |                                                                    |
| Derrota | 39–8 (1) | Ben Askren          | Nocaute Técnico (socos)                           | ONE 63: Immortal Pursuit                    | 24/11/2017 | 1     | 0:57  | Kallang               | Luta nos meio-médios. Pelo Cinturão Peso Meio-Médio do ONE FC.     |
| Derrota | 39-7 (1) | Edward Folayang     | Nocaute Técnico (socos)                           | One Championship                            | 11/11/2016 | 3     | 0:41  | Filipinas             | Pelo Cinturão Peso Leve do ONE FC.                                 |
| Vitória | 39–6 (1) | Kazushi Sakuraba    | Nocaute Técnico (interrupção do córner)           | Rizin Fighting Federation 1                 | 29/12/2015 | 1     | 5:56  | Saitama               | Luta no peso Meio-Médio.                                           |
| Vitória | 38–6 (1) | Koji Ando           | Decisão (unânime)                                 | ONE Championship: Warrior's Quest           | 22/05/2015 | 5     | 5:00  | Kallang               | Defendeu o Cinturão Peso Leve do ONE FC.                           |
| Vitória | 37–6 (1) | Yuki Yamamoto       | Finalização (twister)                             | Inoki Bom-Ba-Ye 2014                        | 31/12/2014 | 1     | 1:21  | Tóquio                |                                                                    |
| Vitória | 36-6 (1) | Kamal Shalorus      | Finalização (mata-leão)                           | ONE FC: Reign of Champions                  | 29/08/2014 | 1     | 2:15  | Dubai                 | Defendeu o Cinturão Peso Leve do ONE FC.                           |
| Vitória | 35-6 (1) | Toshikatsu Harada   | Finalização Técnica (triângulo c/ chave de braço) | Inoki Bom-Ba-Ye 2013                        | 31/12/2013 | 1     | 0:49  | Tóquio                |                                                                    |
| Vitória | 34-6 (1) | Cody Stevens        | Decisão (unânime)                                 | ONE FC: Total Domination                    | 18/10/2013 | 3     | 5:00  | Kallang               | Estreia nos Penas.                                                 |
| Vitória | 33-6 (1) | Kotetsu Boku        | Finalização (mata-leão)                           | ONE FC: Kings and Champions                 | 05/04/2013 | 2     | 2:01  | Kallang               | Ganhou o Cinturão Peso Leve do ONE FC                              |
| Vitória | 32-6 (1) | Antonio McKee       | Finalização (soco)                                | Dream 18                                    | 21/12/2012 | 2     | 0:24  | Tóquio                | Luta não-válida pelo título.                                       |
| Vitória | 31–6 (1) | Arnaud Lepont       | Finalização (triângulo)                           | ONE FC: Rise of Kings                       | 06/10/2012 | 1     | 1:25  | Kallang               |                                                                    |
| Derrota | 30–6 (1) | Eddie Alvarez       | Nocaute Técnico (socos)                           | Bellator 66                                 | 20/04/2012 | 1     | 2:14  | Cleveland, Ohio       |                                                                    |
| Vitória | 30–5 (1) | Satoru Kitaoka      | Decisão (unânime)                                 | Fight For Japan: Genki Desu Ka Omisoka 2011 | 31/12/2011 | 5     | 5:00  | Saitama               | Defendeu o Cinturão Peso Leve do Dream.                            |
| Vitória | 29–5 (1) | Rob McCullough      | Finalização (pressão de pescoço)                  | Dream 17                                    | 24/09/2011 | 1     | 4:57  | Saitama               | Luta não-válida pelo título.                                       |
| Vitória | 28–5 (1) | Rich Clementi       | Finalização (pressão de pescoço)                  | Dream: Fight for Japan!                     | 29/05/2011 | 2     | 2:32  | Saitama               | Luta não-válida pelo título.                                       |
| Vitória | 27-5 (1) | Lyle Beerbohm       | Finalização (pressão de pescoço)                  | Strikeforce: Diaz vs. Daley                 | 09/04/2011 | 1     | 1:33  | San Diego, Califórnia |                                                                    |
| Vitória | 26–5 (1) | Yokthai Sithoar     | Finalização (americana)                           | Deep: 50th Impact                           | 24/10/2010 | 1     | 1:00  | Tóquio                |                                                                    |
| Vitória | 25–5 (1) | Marcus Aurélio      | Decisão (unânime)                                 | Dream 16                                    | 25/09/2010 | 2     | 5:00  | Nagoya                | Luta não-válida pelo título.                                       |
| Vitória | 24–5 (1) | Tatsuya Kawajiri    | Finalização Técnica (chave de aquiles)            | Dream 15                                    | 10/07/2010 | 1     | 1:53  | Saitama               | Defendeu o Cinturão Peso Leve do Dream.                            |
| Derrota | 23–5 (1) | Gilbert Melendez    | Decisão (unânime)                                 | Strikeforce: Nashville                      | 17/04/2010 | 5     | 5:00  | Nashville, Tennessee  | Pelo Cinturão Peso Leve do Strikeforce.                            |
| Vitória | 23–4 (1) | Mizuto Hirota       | Finalização Técnica (chave-martelo)               | Dynamite!! 2009                             | 31/12/2009 | 1     | 1:17  | Saitama               | DREAM vs. SRC: Champion vs. Champion; luta não válida pelo título. |
| Vitória | 22–4 (1) | Joachim Hansen      | Finalização (chave de braço)                      | Dream 11                                    | 06/10/2009 | 2     | 4:56  | Yokohama              | Ganhou o Cinturão Peso Leve do Dream.                              |
| Vitória | 21–4 (1) | Vitor Ribeiro       | Decisão (unânime)                                 | Dream 10                                    | 20/07/2009 | 2     | 5:00  | Saitama               | Retornou aos Leves.                                                |
| Derrota | 20–4 (1) | Hayato Sakurai      | Nocaute (joelhadas e socos)                       | Dream 8                                     | 05/04/2009 | 1     | 0:27  | Nagoya                | Oitavas de Final do GP de Meio Médios do Dream.                    |
| Vitória | 20–3 (1) | David Gardner       | Finalização (mata-leão)                           | Dream 7                                     | 08/03/2009 | 1     | 5:58  | Saitama               |                                                                    |
| Vitória | 19–3 (1) | Eddie Alvarez       | Finalização (chave de calcanhar)                  | Dynamite!! 2008                             | 31/12/2008 | 1     | 1:32  | Saitama               |                                                                    |
| Vitória | 18–3 (1) | Todd Moore          | Finalização (pressão de pescoço)                  | Dream 6                                     | 23/09/2008 | 1     | 1:10  | Saitama               |                                                                    |
| Derrota | 17–3 (1) | Joachim Hansen      | Nocaute Técnico (socos)                           | Dream 5                                     | 21/07/2008 | 1     | 4:19  | Osaka                 | Final do GP de Leves do Dream; Pelo Cinturão Peso Leve do Dream.   |
| Vitória | 17–2 (1) | Caol Uno            | Decisão (unânime)                                 | Dream 5                                     | 21/07/2008 | 2     | 5:00  | Osaka                 | Semifinal do GP de Leves do Dream.                                 |
| Vitória | 16–2 (1) | Katsuhiko Nagata    | Finalização (gogoplata)                           | Dream 4                                     | 15/06/2008 | 1     | 5:12  | Yokohama              | Quartas de Final do GP de Leves do Dream.                          |
| Vitória | 15–2 (1) | Gesias Cavalcante   | Decisão (unânime)                                 | Dream 2                                     | 29/04/2008 | 2     | 5:00  | Saitama               | Oitavas de Final do GP de Leves do Dream.                          |
| NC      | 14–2 (1) | Gesias Cavalcante   | Sem Resultado (cotoveladas ilegais)               | Dream 1                                     | 15/03/2008 | 1     | 3:46  | Saitama               | Oitavas de Final do GP de Leves do Dream.                          |
| Vitória | 14–2     | Jung Bu-Kyung       | Decisão (unânime)                                 | Yarennoka!                                  | 31/12/2007 | 2     | 5:00  | Saitama               |                                                                    |
| Vitória | 13–2     | Brian Lo-A-Njoe     | Finalização (chave de braço)                      | Pride 34                                    | 08/04/2007 | 1     | 1:33  | Saitama               |                                                                    |
| Vitória | 12–2     | Akira Kikuchi       | Decisão (dividida)                                | Shooto: Back To Our Roots 1                 | 17/02/2007 | 3     | 5:00  | Yokohama              | Defendeu o Cinturão Peso Meio Médio do Shooto.                     |
| Vitória | 11–2     | Joachim Hansen      | Finalização (gogoplata)                           | Pride Shockwave 2006                        | 31/12/2006 | 1     | 2:24  | Saitama               |                                                                    |
| Vitória | 10–2     | Clay French         | Finalização (triângulo voador)                    | Pride Bushido 13                            | 05/11/2006 | 1     | 3:57  | Yokohama              |                                                                    |
| Vitória | 9–2      | George Sotiropoulos | Desclassificação (golpe na região genital)        | Shooto: Champion Carnival                   | 14/10/2006 | 2     | 0:05  | Yokohama              |                                                                    |
| Vitória | 8–2      | Jason Black         | Finalização (triângulo)                           | Pride Bushido 12                            | 26/08/2006 | 1     | 1:58  | Nagoya                |                                                                    |
| Vitória | 7–2      | Akira Kikuchi       | Decisão (unânime)                                 | Shooto: The Victory of the Truth            | 17/02/2006 | 3     | 5:00  | Tóquio                | Ganhou o Cinturão Peso Meio Médio do Shooto.                       |
| Vitória | 6–2      | Kuniyoshi Hironaka  | Nocaute Técnico (corte)                           | Shooto 2005: 11/6 in Korakuen Hall          | 05/11/2005 | 1     | 2:10  | Tóquio                |                                                                    |
| Derrota | 5–2      | Hayato Sakurai      | Decisão (unânime)                                 | Shooto: Alive Road                          | 20/08/2005 | 3     | 5:00  | Yokohama              |                                                                    |
| Vitória | 5–1      | Shigetoshi Iwase    | Desclassificação (golpe baixo)                    | Shooto 2005: 7/30 in Korakuen Hall          | 30/07/2005 | 1     | 0:35  | Tóquio                |                                                                    |
| Vitória | 4–1      | Keith Wisniewski    | Finalização (chave de braço em pé)                | Shooto: 1/29 in Korakuen Hall               | 29/01/2005 | 1     | 2:22  | Tóquio                |                                                                    |
| Derrota | 3–1      | Jutaro Nakao        | Nocaute (soco)                                    | Deep: 16th Impact                           | 30/08/2004 | 1     | 4:29  | Tóquio                |                                                                    |
| Vitória | 3–0      | Seichi Ikemoto      | Finalização (chave de braço)                      | Deep: 15th Impact                           | 03/07/2004 | 2     | 0:52  | Tóquio                |                                                                    |
| Vitória | 2–0      | Yasutoshi Ryu       | Finalização (chave de braço)                      | Deep: clubDeep West Chofu                   | 24/11/2003 | 1     | 0:51  | Tóquio                | Final do Torneio do clubDeep West Chofu.                           |
| Vitória | 1–0      | Dai Okimura         | Finalização (chave de braço)                      | Deep: clubDeep West Chofu                   | 24/11/2003 | 1     | 3:14  | Tóquio                | Semifinal do Torneio do clubDeep West Chofu.                       |